# 45

45(사십오)는 44보다 크고 46보다 작은 자연수다.

## 수학
- 합성수로, 그 약수는 1, 3, 5, 9, 15, 45다. 진약수의 합은 33이므로, 45는 부족수다.
- 3번째 카프리카 수다. 앞의 카프리카 수는 9, 다음은 55다.

{\displaystyle 45^{2}=2025}이며, {\displaystyle 20+25=45}이므로 45는 카프리카 수다.
- 9번째 삼각수다. 앞의 삼각수는 36, 다음은 55다.
- 3번째 십육각수다. 앞의 십육각수는 16, 다음은 88이다.
- 90도의 절반은 45도다.
- {\displaystyle 45=3^{2}+6^{2}}
  - 연속하는 두 개의 {\displaystyle 3n}({\displaystyle n}은 자연수)의 제곱합으로 나타낼 수 있는 가장 작은 수다. 이 성질을 지닌 다음 수는 117이다.
  - 연속하는 두 삼각수의 제곱합으로 나타낼 수 있으며, 이 성질을 지닌 앞의 수는 10, 다음 수는 136이다.
- {\displaystyle 45=2^{2}+4^{2}+5^{2}}
  - 서로 다른 세 자연수의 제곱합으로 나타낼 수 있다.

## 과학
- 로듐(Rh)의 원자번호.
- NGC 45: 고래자리 방향에 있는 막대나선은하.
- 공을 던지거나 어떤 물체가 날아갈 때 지면과 45도 각도를 이루며 던지거나 발사할 때 가장 멀리 날아간다.

## 교통
- 고속도로
  - 중부내륙고속도로의 노선 번호.
  - 주간고속도로 제45호선: 텍사스주 갤버스턴에서 댈러스까지 이어지는 미국의 주간고속도로.
  - 유럽 고속도로 45호선: 노르웨이 알타에서 이탈리아 젤라까지 이어지는 유럽 고속도로.
  - 아우토반 45호선(영어판, 독일어판): 독일의 고속도로.

- 국도 제45호선
  - 대한민국 45번 국도: 충청남도 서산시 해미면에서 경기도 가평군 청평면까지 이어지는 대한민국의 국도.
  - 일본 45번 국도: 미야기현 센다이시 아오바구에서 아오모리현 아오모리시까지 이어지는 일본의 국도.
  - 미국 45번 국도(영어판): 앨라배마주 모빌에서 미시간주 온토나곤(영어판)까지 이어지는 미국의 국도.

- 기타 도로
  - 현도 제45호선

## 군사
- U-45: 독일의 군용 잠수함. 제1차 세계 대전에 사용된 1914년제 모델(영어판)과 제2차 세계 대전에 사용된 1938년제 모델(영어판)이 있다.

## 문화유산
- 대한민국의 국보 제45호: 영주 부석사 소조여래좌상
- 대한민국의 보물 제45호: 익산 연동리 석조여래좌상
- 대한민국의 사적 제45호: 경주 장항리 사지

## 방송
- 스카이라이프의 JTBC2 채널 번호.[1]
- 지니 TV의 tvN 드라마 채널 번호.
- B tv의 디원TV 채널 번호.
- U+ TV의 OCN 무비스 채널 번호.
- LG헬로비전의 KBS 스토리 채널 번호.
- KT HCN의 MBC 온 채널 번호.

## 스포츠
- 축구 경기는 전반전, 후반전 각 45분씩 경기한다.
- 수원 KEPCO 45: 경기도 수원시를 연고로 하는 배구단. 한국전력 배구단이 창단되었던 해인 1945년에서 유래했다.

## 작품
- 《45》: 소련의 밴드 키노의 첫 정규 음반. (1982년 출시)

## 기타
- 날짜: 4월 5일
- 연도: 45년, 기원전 45년
- 45RPM: 대한민국의 힙합 그룹.

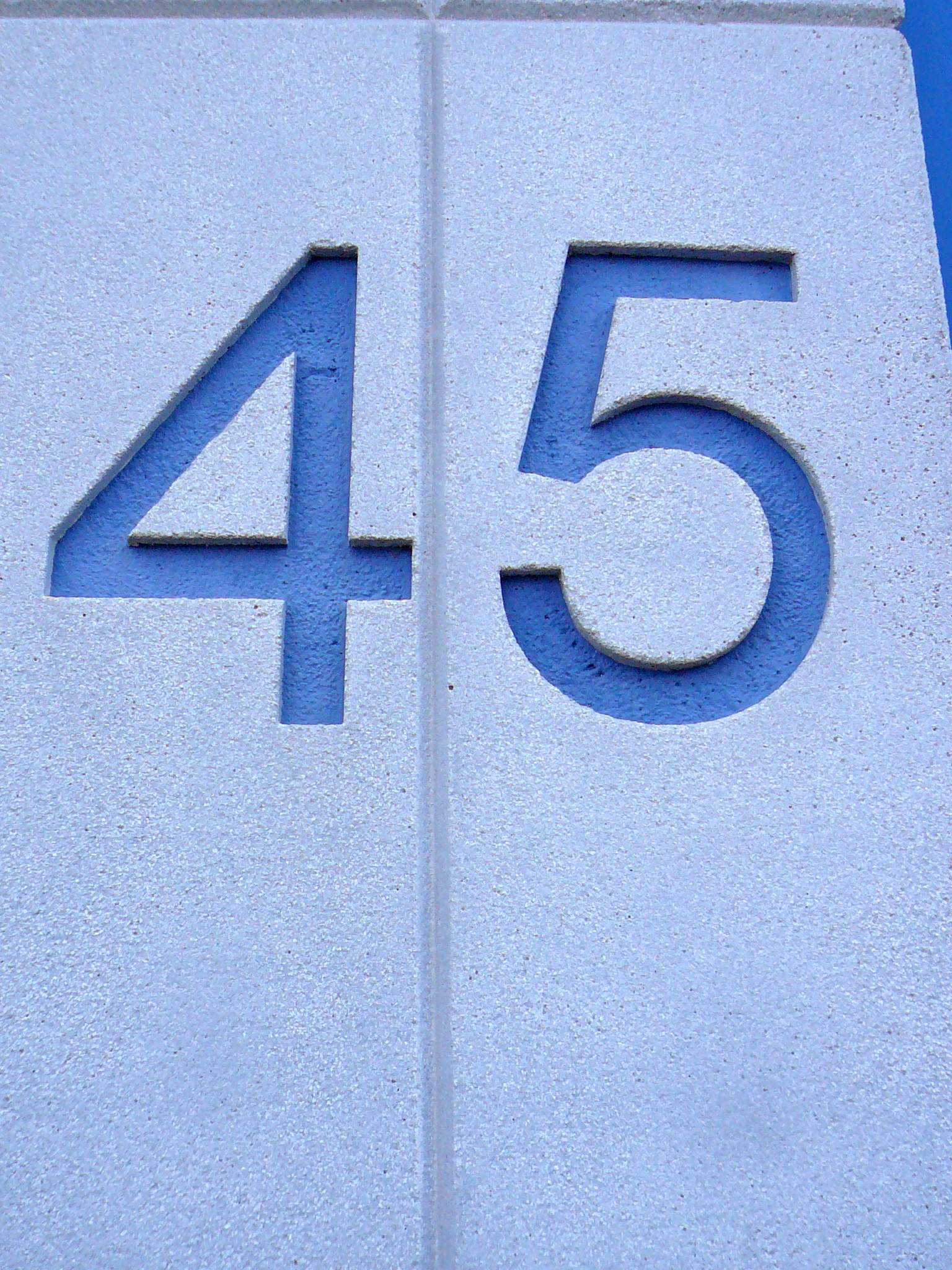

- 영어 단어 중 가장 긴 단어로 알려진 pneumonoultramicroscopicsilicovolcanoconiosis의 글자 수가 45이다.
- 중학생들의 수업 시간은 45분이다.
- 대학수학능력시험 국어, 영어 영역은 45문제가 출제된다.
- 대한민국의 복권 중 로또의 공 번호는 45번까지 있다.

1. ↑  B tv 케이블의 채널 번호가 같다.